# Бачава (річка)
Бачава (Бачівський) — річка в Українських Карпатах, у межах Великоберезнянського району Закарпатської області. Ліва притока Лютянки (басейн Ужа).

## Опис
Довжина 10 км, площа басейну 44,5 км². Похил річки 78 м/км. Річка типово гірська. Долина вузька і глибока, здебільшого заліснена. Річище слабозвивисте, порожисте.

## Розташування
Бачава бере початок на північ від села Буківцьово, при південно-східних схилах хребта Великий Рожданів, що в масиві Полонинський Бескид. Тече переважно на південний захід, у пониззі — на захід та північний захід. Впадає до Лютянки при південній околиці села Чорноголова.

## Притоки
- Пегова (ліва).

## Цікаві факти
- У минулому долиною річки простягалась одна з гілок вузькоколійної залізниці Дубриничі — Люта (демонтована на початку 1970-х років).